# Un bel sogno d'amore
Un bel sogno d'amore è un romanzo scritto da Andrea Vitali, pubblicato da Garzanti nel 2013.

## Trama
Ci troviamo nel 1973 in un paese chiamato Bellano. Al cinema verrà proiettato il film Ultimo tango a Parigi. Questo evento scatena una guerra senza frontiere tra la popolazione. La prima fazione fantastica già sulle scene di nudo che verranno proiettate, mentre la seconda fazione, schierata col parroco, vuole proibire una simile depravazione. In questo contesto la protagonista del romanzo, Adelaide, decide di mettere alle strette il suo fidanzato Alfredo, eterno indeciso: o la porterà al cinema, o lei ci andrà lo stesso, con Ernesto, che le ha messo gli occhi addosso e che a lei non dispiace neanche un po'. Non ci vuole molto per capire che con Ernesto i guai sono dietro l'angolo.